# Gnomidolon nanum
Gnomidolon nanum là một loài bọ cánh cứng trong họ Cerambycidae.